# Marcus Johansson (cầu thủ bóng đá, sinh 1993)
Marcus Johansson (sinh ngày 24 tháng 8 năm 1993) là một cầu thủ bóng đá người Thụy Điển thi đấu cho Jönköpings Södra IF.